# CO Camelopardalis
CO Camelopardalis eller HD 106112, är en dubbelstjärna i den norra delen av stjärnbilden Giraffen. Den har en genomsnittlig skenbar magnitud av ca 5,15 och är svagt synlig för blotta ögat där ljusföroreningar ej förekommer. Baserat på parallaxmätning inom Hipparcosuppdraget på ca 30,0 mas, beräknas den befinna sig på ett avstånd på ca 177 ljusår (ca 55 parsek) från solen. Den rör sig bort från solen med en heliocentrisk radialhastighet på ca 0,4 km/s.

## Egenskaper

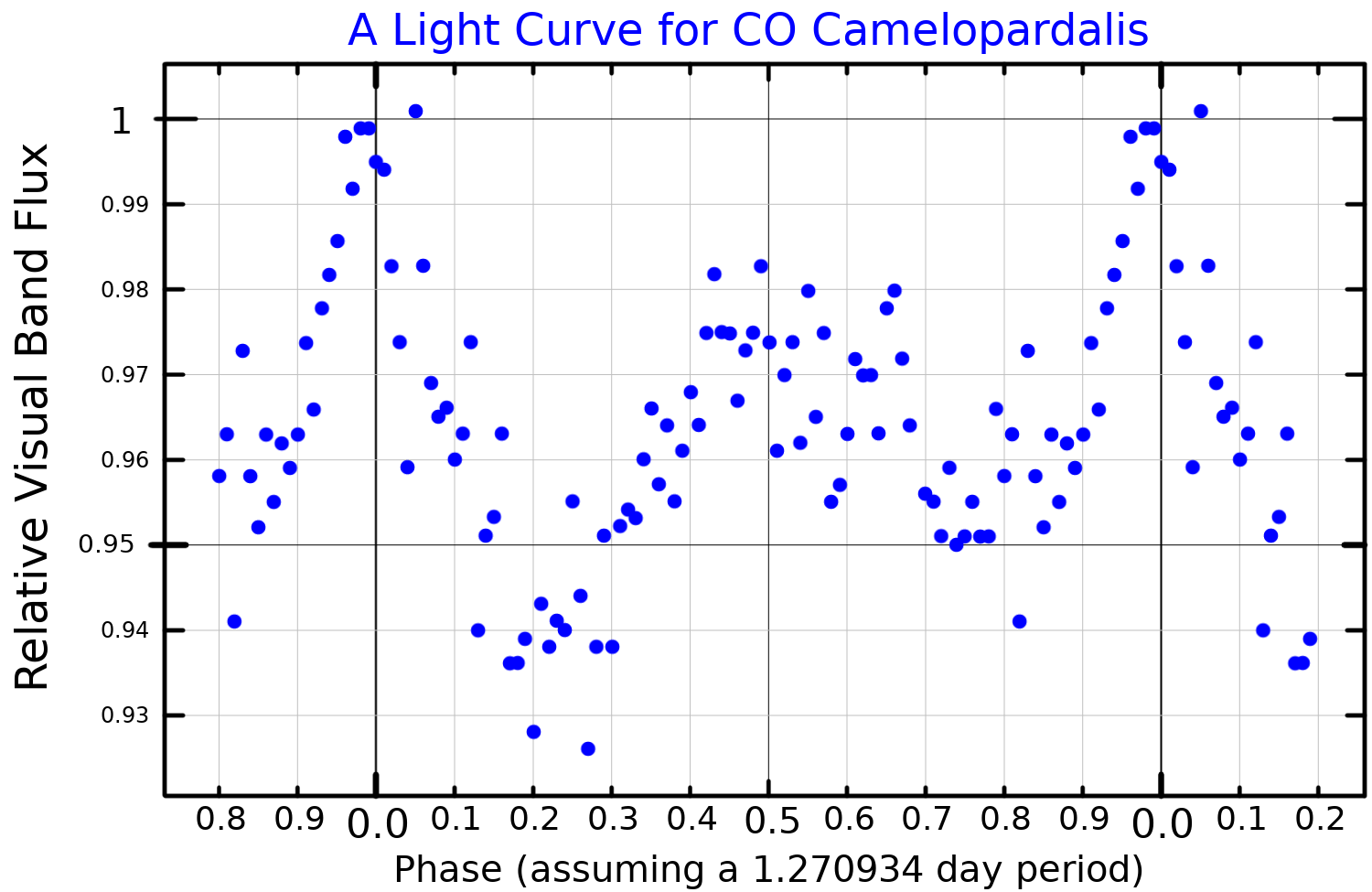
Ljuskurva i visuella bandet av CO Camelopardalis, plottad från Steinbring et al. (1995)

Primärstjärnan CO Camelopardalis A är en vit till blå stjärna i huvudserien av spektralklass kA6hF0mF0 (III) och är också en Am-stjärna. även känd som en metallinjestjärna. Dessa typer av stjärnor har spektra som anger varierande mängder metaller, som järn.  Den har ca 8 gånger solens utstrålning av energi från dess fotosfär vid en effektiv temperatur av ca 7 100 K.
Observationer av stjärnornas spektrum visar att de har ett periodiskt dopplerskifte. Detta anger att HD 106112 är en spektroskopisk dubbelstjärna med en omloppsperiod på 1,271 dygn och en excentricitet på 0,01. De två stjärnorna kretsar faktiskt så nära att de förvränger varandra till en ellipsoid form genom tyngdkraften och därigenom bildar ett roterande ellipsoidvariabelt system. Men nästan ingen information är känd om följeslagaren.